# 해리 R. 트루먼

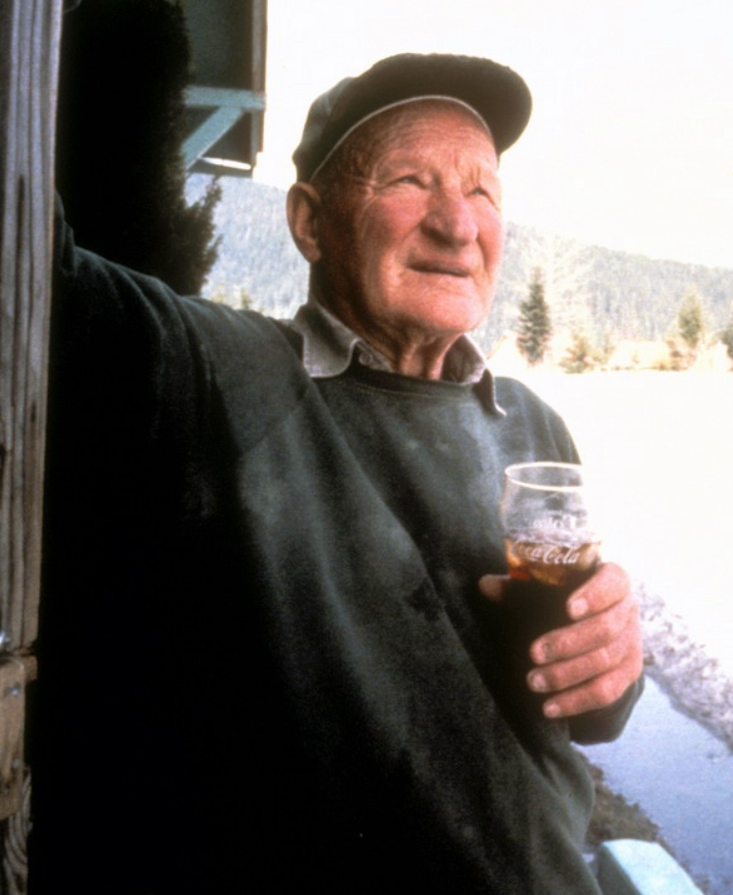
1980년 모습

해리 R. 트루먼(Harry R. Truman, 1896년 10월 – 1980년 5월 18일)은 미국의 사업가, 밀매업자, 채굴자였다. 워싱턴주의 활화산인 세인트 헬렌스 산 근처에 살았으며, 산 기슭 근처 스피릿 호수에 있는 세인트 헬렌스 산장의 소유주이자 관리인이었다. 트루먼은 대피 명령에도 불구하고 집을 떠나기를 거부한 후 1980년 화산 폭발이 일어나기 몇 달 동안 국민 영웅으로 명성을 얻었다. 그는 자신의 별장을 뒤덮은 화쇄류에 의해 사망했으며 화산 잔해가 150피트(46m) 아래에 묻혔다.
트루먼이 죽은 후 그의 가족과 친구들은 산에 대한 그의 사랑을 되돌아보았다. 1981년 아트 카니는 다큐드라마 영화 세인트 헬렌스(St. Helens)에서 트루먼 역을 연기했다. 그는 조카의 책과 헤드기어(Headgear), 빌리 조나스(Billy Jonas), 숀 라이트 앤 더 브라더스 밴드(Shawn Wright and the Brothers Band)의 노래를 포함한 다양한 음악에서 기념되었다.